# FCM 36
FCM 36是法国用于第二次世界大战中的一种双人坦克，使用单人炮塔。同时，它也是一种步兵支援坦克。安装了一门短管37mm火炮和一门同轴机枪，使用柴油机供给动力。值得注意的是，它还是法国第一种投入量产的使用柴油发动机的坦克。

## 发展史
1933年，哈奇开斯公司首先提出设计用于步兵支援目的的坦克计划。之后，哈奇开斯、雷诺以及索玛公司均设计出了各自的步兵坦克。而索玛公司因为之前有B1重型坦克和2C重型坦克的制造设计经验，所以设计出的坦克使用了焊接的方式连接钢板（当时的坦克一般是使用铆钉），并使用柴油机和倾斜装甲。但是这种坦克十分容易抛锚，加上重量超标，和火力薄弱（只有两门机枪），因此，1935年6月9日并没有通过评估，之后，索玛公司将其送回厂进行改进——将装甲加厚到40mm（通过在原来的装甲上额外焊接10mm附加钢板），并且更换了炮塔，使用了37mm火炮和7.5mm同轴机枪。1936年7月9日，这种坦克通过了测试，被正式定名为FCM 36。

## 生产与改进
本車是和雷諾R35一起開始生產的，因为造价昂贵，法國僅下單生产了100辆，而後者卻成為法國的步兵戰車主力。不過即使FCM 36價格高出許多，但仍允許被生產的主要理由，是本車的設計上較為先進，可以作為後續戰車的技術開拓、生產研發平台。
索玛公司曾经试图在FCM 36坦克上安装更加强力的火炮(SA 38)，但是因为炮塔焊接技术问题，射擊後銲接處龜裂會產生而放棄。相較於雷諾R35後期有換裝長炮管的SA 38，FCM 36到法國投降為止，都維持使用原來的SA 18。

## 服役情况
生产出的100辆FCM 36坦克主要装备于法国第4和第7坦克营中。参加了默兹河战役。

## 其他国家的使用

### 納粹德國
一些FCM 36坦克被纳粹德国装上了75mm Pak 40火炮，成为了黄鼠狼I驱逐战车。

7.5cm PaK40 (Sf) auf Geschuetzwagen FCM (f)
亦被稱為FCM 36 Pak 40。與黄鼠狼I驱逐战车一樣裝上75mm Pak 40火炮，不過戰鬥室較大且配置較為向前，設計上跟黃鼠狼I有很明顯的不同。據信為戰爭中後期德軍陷入戰車不足的情形時，才再次由FCM 36緊急改裝以補戰車數量不足之用。
不過在某些文獻中，本款式被視為黄鼠狼I驱逐战车的一種變形款，而非單獨的車種。

10.5cm leFH16/18 (Sf) auf Geschuetzwagen FCM(f)
基本構型與上述FCM 36 Pak 40類似，差別僅在主砲使用的是支援用的105mm榴彈砲。

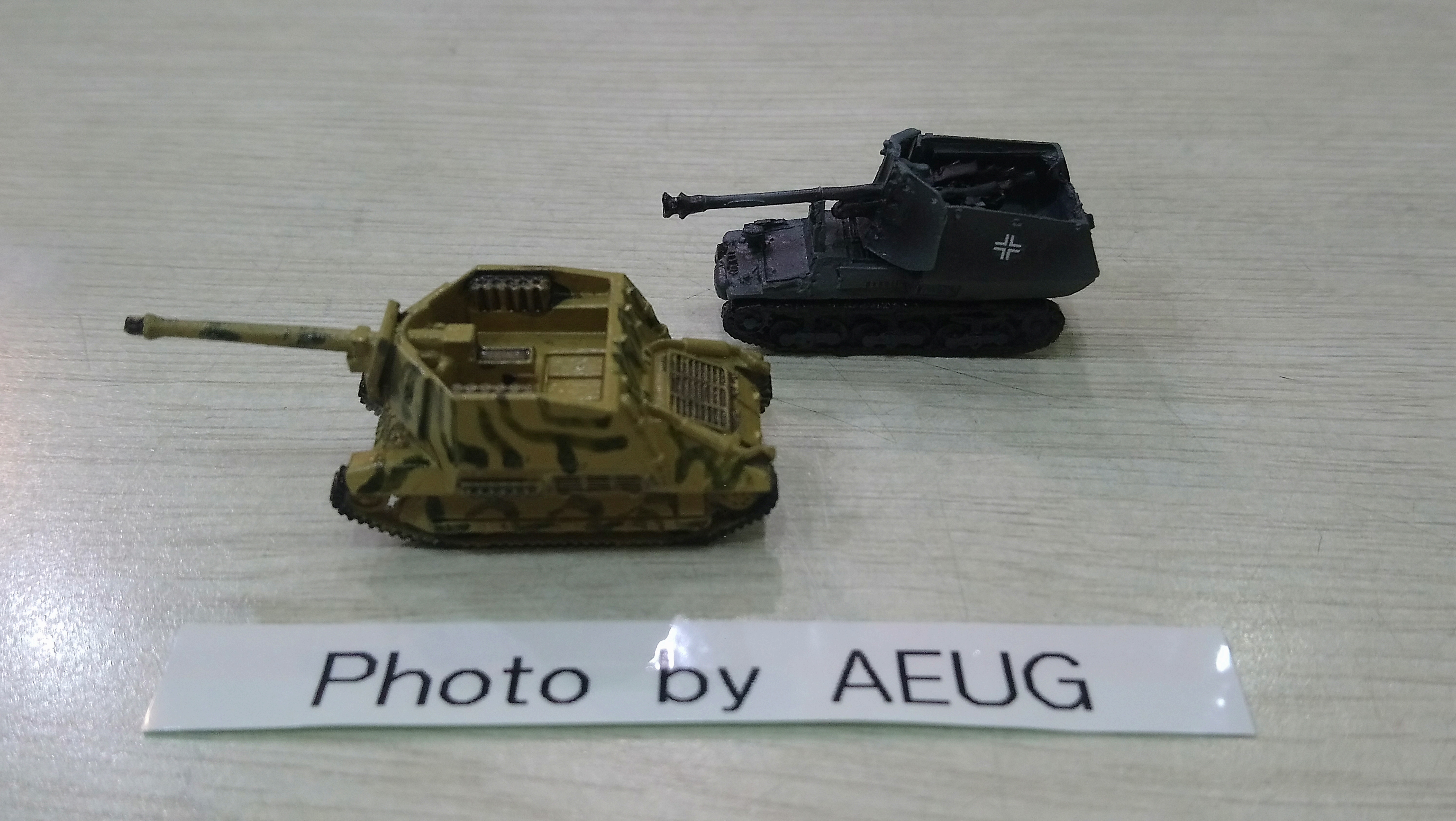
1/144比例的FCM 36 Pak 40(前)與黃鼠狼 I 比較

## 描述
这种坦克的外观比较现代化，拥有六边形的炮塔和倾斜装甲，具有良好設計的傾斜裝甲，使得德軍在初期使用的37mm戰車砲與反戰車炮均無法有效貫穿。但是火力方面较差，只有一门37mm火炮。
另外一個現代化的特徵就是柴油引擎，搭配217公升的油箱，行駛距離可以達到225km。但是此柴油引擎也有重大缺點，就是馬力僅有91匹，使得最高時速僅有24km/hr。